# Saint Petersburg
Saint Petersburg (englisch für Sankt Petersburg; Spitzname „St. Pete“), auch Florida’s Sunshine City genannt, ist eine Hafenstadt im Pinellas County im US-Bundesstaat Florida mit 258.308 Einwohnern (Stand: 2020). Nach Jacksonville, Miami, Tampa und Orlando ist Saint Petersburg die fünftgrößte Stadt Floridas. Die an der Tampa Bay gelegene Stadt ist Teil der Metropolitan Statistical Area (MSA) Tampa-St. Petersburg-Clearwater (kurz auch Tampa Bay Area) mit rund 2,8 Millionen Einwohnern.

## Geografie

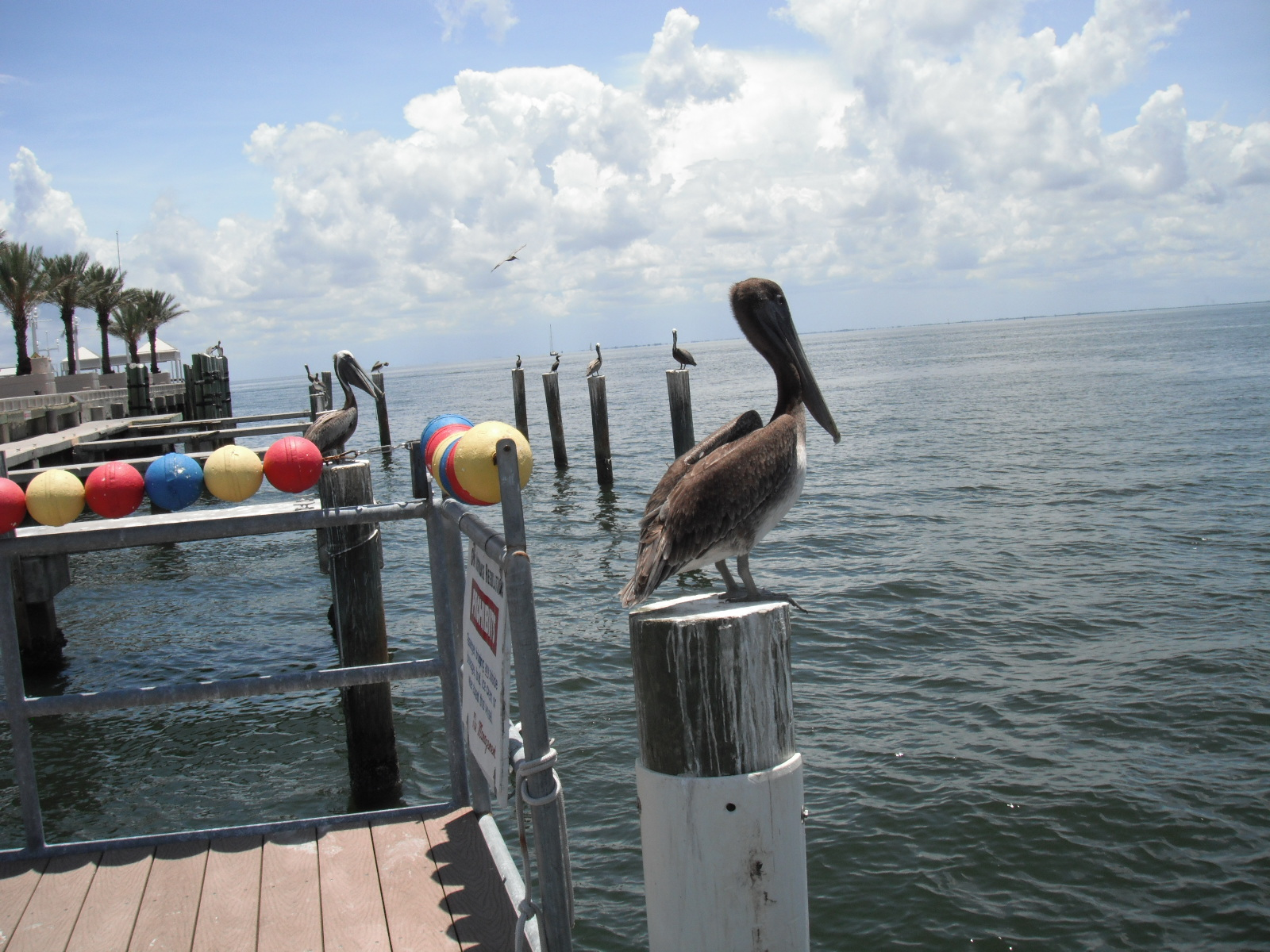
Braunpelikan am Pier von Saint Petersburg 2012

Saint Petersburg liegt im Westen Floridas auf einer Halbinsel, rund zehn Kilometer südwestlich von Tampa am Golf von Mexiko, der auch die westliche und südliche Begrenzung der Halbinsel darstellt. Im Osten ist dies die Tampa Bay. Die Stadt grenzt direkt an die Städte Gulfport, Kenneth City, Pinellas Park, South Pasadena, St. Pete Beach und Treasure Island.

### Klima
Das Klima ist mild und warm mit einem leichten Wind von See. Statistisch regnet es in den Sommermonaten an durchschnittlich 40 % der Tage, wenn auch nur kurzfristig. Die höchsten Temperaturen sind von Mai bis Oktober mit bis zu 32 °C. Die kältesten Monate sind Dezember bis Februar mit durchschnittlich nur 12 °C. Schneefall ist in der Region sehr selten.

## Geschichte
1875 zog General John C. Williams aus Detroit in diese Gegend, nachdem er 2500 Acres (10 km²) Land an der Tampa Bay gekauft hatte. Er stellte sich eine großartige Stadt vor, mit großen Parks und breiten Straßen. Das erste Hotel wurde nach seinem Geburtsort Detroit benannt. 13 Jahre später brachte Peter Demens, ein russischer Aristokrat die Orange Belt Railway nach Saint Petersburg. Am 8. Juni 1888 kam der erste Zug mit leeren Güterwagen und einem einzigen Passagier, einem Schuhverkäufer aus Savannah, an. Der Schienenstrang war zwar gebaut, aber die Arbeiter und Kredite konnten nicht bezahlt werden. Für Demens eine schwere Zeit. Den kleinen Ort nannte er nach seinem Geburtsort in Russland: Sankt Petersburg. Nach mehreren Übernahmen wurde die Bahnstrecke im Zuge der Gründung der Seaboard Coast Line Railroad im Jahr 1967 stillgelegt.
Das Jahr 1914 brachte zwei große Ereignisse in die Stadt: das Erwachen der Frühlingsausbildung und Frühlingssemester der Studenten und den professionellen Baseball. Der vorherige Bürgermeister der Stadt, Al Lang, überzeugte Branch Rickey sein Team, die „St. Louis Browns“ nach „Sunshine City“ zum Frühjahrstraining zu bringen. Im gleichen Jahr überflog Tony Jannus mit seinem „Benoist-Flugzeug“ in einem 23-Minuten-Flug die Tampa-Bay in einer Flughöhe von rund 15 Metern. Dieses Ereignis wird als die Geburtsstunde der Verkehrsluftfahrt allgemein bezeichnet.
Anfang der 1920er Jahre begann der erste große Wachstumsboom für die Stadt durch einen Zustrom an Touristen, der einer Invasion glich. Sie kamen mit dem Auto, per Bahn oder mit Yachten. 1924 wurde die „Gandy Bridge“ eröffnet und die Reisezeit Tampa-Saint Petersburg halbierte sich und Saint Petersburg stellte sich langsam darauf ein, die größte Stadt im Pinellas County zu werden. Der Bauboom in den 1920er Jahren brachte auch eine bemerkenswerte Architektur in die Stadt: Die mediterranen Motive lebten wieder auf, unterstützt durch Perry Snell. Saint Petersburgs mediterrane Architektur kann heute noch bei verschiedenen Gebäuden bewundert werden: dem „Vinoy Hotel“, dem „Jungle Country Club Hotel“, der „Princess Martha“ und der „Snell Arcade“ und auch dem spanischen Stil nachempfundenen Schlösser und Häuser entlang der „Coffee Pot Bayou“.

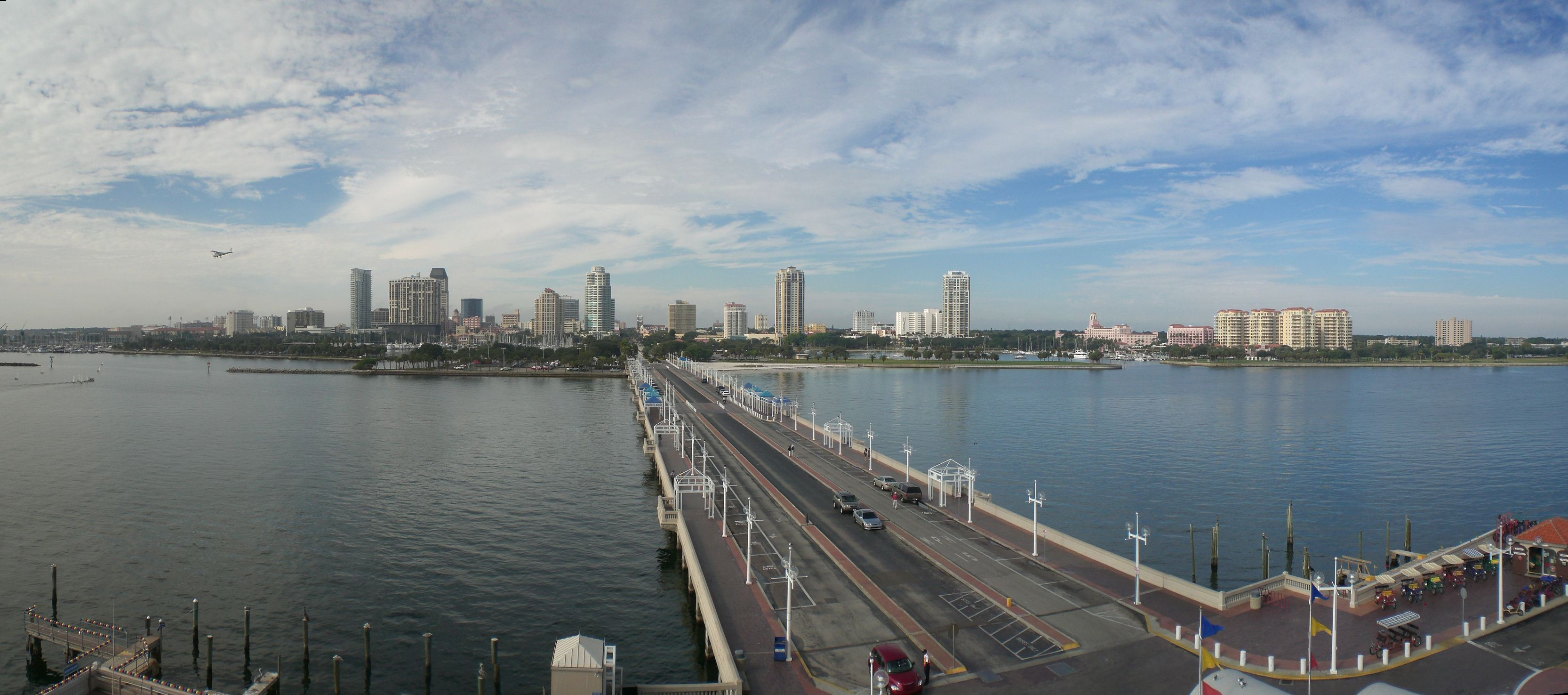
Skyline von Saint Petersburg vom Pier aus gesehen (Dez. 2009)

Während der Depression brach der Immobilien-Boom zusammen. Der wirtschaftliche Aufschwung kam erst wieder Mitte der 1930er Jahre. Das Saint Petersburger Rathaus wurde 1939 mit den bereitgestellten Bundesmitteln finanziert. In den 1940er Jahren stieg das Wachstum der Stadt wieder. Zusätzlich wurde ein Flottenstützpunkt der United States Coast Guard (Küstenwache) gebaut sowie eine Schulungsbasis für die Truppen des Zweiten Weltkriegs. Jede Nacht fanden U-Boot-Patrouillen entlang des Golfs von Mexiko statt. Später wählte das Kriegsministerium Saint Petersburg als Lehrzentrum für die United States Air Force (Luftwaffe) aus. Mehr als 100.000 Auszubildende füllten jedes Hotel in der Stadt oder private Unterkunft. Dies ließ die Bevölkerungszahl weiter rasant ansteigen und eine Wohnungsnot machte sich breit. Nach dem Krieg zogen viele Männer mit ihren Familien hierher oder kamen als Touristen. Um 1950 hielten die Klimaanlagen in der Stadt Einzug, der Handel zog bis in die Innenstadt und die Gleise der alten Straßenbahn wurden für die kommende automobile Gesellschaft entfernt.

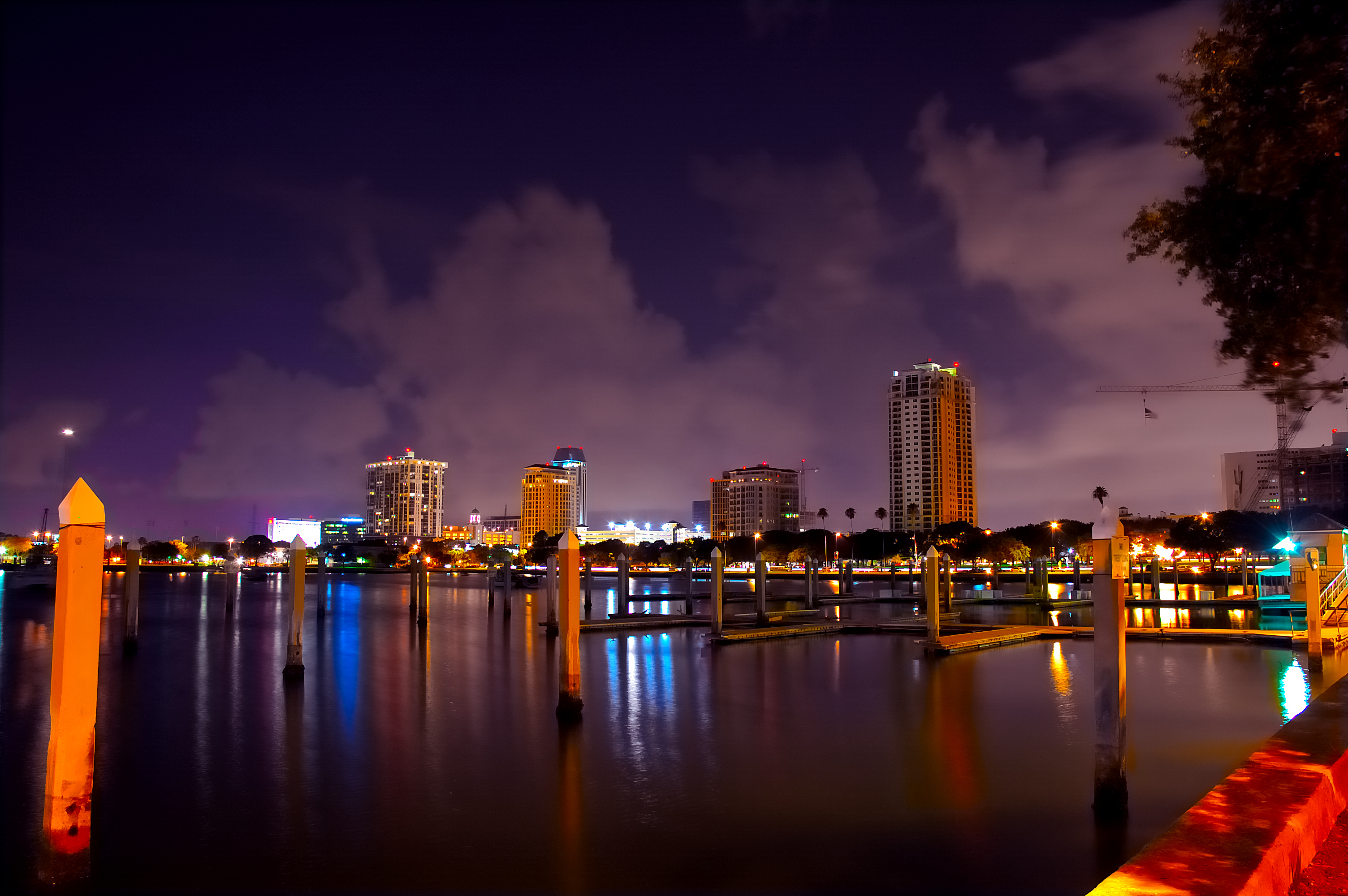
Skyline von Saint Petersburg bei Nacht

Mit der neuen Entwicklung in den 1960er Jahren kam auch der städtische Yachthafen, die Hauptbibliothek, das Bayfront Center und das Museum of Modern Art. In den 1970er Jahren wandte Saint Petersburg vermehrt Zukunftstechnologien an, so z. B. in der Wasseraufbereitung, wo benutztes Wasser wieder zu Brauchwasser aufbereitet wurde. Es entwickelte das größte Wasserrückführende System der USA.
Im 21. Jahrhundert wurde die Sanierung der Innenstadt fortgesetzt, die Einzelhandelsgeschäfte, Restaurants und Filmtheater einschließt. Mehr als 900 Ereignisse bringen jedes Jahr mehr als 10 Millionen Besucher in die Stadt. 10 Meeresinstitute und mehr als zwei Dutzend Galerien zeugen von der kulturellen Tätigkeit der Stadt.
Saint Petersburg hat noch viel von seinem Charme als Ferienort, seinen Pelikanen, Segelbooten und Sonnenschein, wie ihn die Gründer der Stadt liebten.

### Hafen von Saint Petersburg
Seit Saint Petersburg an der Küste der Tampa Bay gegründet worden war, strengte sich die Stadt seit Jahrzehnten an, seinen Hafen gewinnbringend einzusetzen. Nachdem Peter Demens die Eisenbahn in die Stadt gebracht hatte, kamen Kolonisten, um eine Farm zu gründen und zum Angeln. Aber um ein kommerzieller Anlaufhafen für Fracht- und Passagierschiffe zu werden, war das Hafenbecken zu seicht. 1901 gab der Stadtrat seinen Plan bekannt, das Hafenbecken tiefer auszubaggern. Dieses Vorhaben musste vom Kriegsministerium genehmigt werden, somit konnte damit erst im April 1906 begonnen werden. Der Kanal wurde 1908 vollendet. Nachdem im April 1910 weitere Hafenbecken ausgebaggert worden waren, bekam Saint Petersburg die Genehmigung zum Ausbau des Hafens. Im November 1913 gab auch der Stadtrat die Erlaubnis zum Ausbaggern als Hochseehafen. Im März 1921 wurde Bayboro-Point zur Durchfahrt für große Schiffe freigegeben.
Am 29. Oktober 1909 gründeten ein paar Matrosen den Yacht-Club von Saint Petersburg. Zwei Monate später machten sie mit 20 Booten und circa 100 Menschen den ersten Ausflug zu Wasser. Die Stadt hatte zu diesem Zeitpunkt circa 1600 Einwohner. 1924 wurde ein Stützpunkt der Küstenwache errichtet, zur Eindämmung des Schmuggels. Dieser wurde 1933 geschlossen, 1939 jedoch wieder als Ausbildungslager für die Handelsmarine eröffnet. In diesem Jahr wurde das Segelschulschiff „Joseph Conrad“ erbaut 1882 und ein weiteres Segelschulschiff nach Saint Petersburg verlegt. Bis zur Stilllegung 1944 hatten die zwei Segelschiffe mehr als 25.000 Angehörige der Handelsmarine ausgebildet.
1927 erklärte das Magazin „Florida Engineers and Consultant“ Saint Petersburg zum Paradies für Yacht-Besitzer. Und tatsächlich kam es dann 1930 zu einer großen Regatta von Saint Petersburg nach Havanna, Kuba. Elf Boote nahmen daran teil. Ab diesem Zeitpunkt wurde der Hafen zu einem beliebten Treffpunkt für private Yachten. Von 1926 bis 1936 überwinterte hier regelmäßig die 30-Meter-Yacht „Leonie“ des Kupfermagnaten Murray Guggenheim. 1937 legte auch die 28-Meter-Yacht „Palladin“ von A. B. Modine aus Boston, Massachusetts, hier an.
So wie die Bevölkerung wuchs, so stieg auch die Nachfrage nach entsprechenden Transportmöglichkeiten über das Meer. Man baute die erste Werft für Yachten. Im September 1965 lieferte die „Morgan Yacht Corporation“ die erste Hochsee-Yacht aus. 5 Jahre später gewann die von der gleichen Firma gebaute Yacht „Heritage“ den America’s Cup. Seit den 1980er Jahren ist der Hafen von Saint Petersburg wichtiger Dreh- und Angelpunkt für Kreuzfahrtschiffe mit Ziel Key West, Kuba und Mittelamerika.

### Religionen
In Saint Petersburg gibt es derzeit 147 verschiedene Kirchen aus 28 unterschiedlichen Konfessionen, darunter ist die Baptistengemeinde mit 28 Kirchen am stärksten vertreten. Weiterhin gibt es 11 zu keiner Konfession gehörende Kirchen (Stand: 2004).

### Demographische Daten
Laut der Volkszählung 2010 verteilten sich die damaligen 244.769 Einwohner auf 129.401 Haushalte. Die Bevölkerungsdichte lag bei 1585,3 Einw./km². 68,7 % der Bevölkerung bezeichneten sich als Weiße, 23,9 % als Afroamerikaner, 0,3 % als Indianer und 3,2 % als Asian Americans. 1,5 % gaben die Angehörigkeit zu einer anderen Ethnie und 2,5 % zu mehreren Ethnien an. 6,6 % der Bevölkerung bestand aus Hispanics oder Latinos.
Im Jahr 2010 lebten in 24,9 % aller Haushalte Kinder unter 18 Jahren sowie 26,0 % aller Haushalte Personen mit mindestens 65 Jahren. 54,3 % der Haushalte waren Familienhaushalte (bestehend aus verheirateten Paaren mit oder ohne Nachkommen bzw. einem Elternteil mit Nachkomme). Die durchschnittliche Größe eines Haushalts lag bei 2,19 Personen und die durchschnittliche Familiengröße bei 2,88 Personen.
22,1 % der Bevölkerung waren jünger als 20 Jahre, 25,6 % waren 20 bis 39 Jahre alt, 30,4 % waren 40 bis 59 Jahre alt und 21,8 % waren mindestens 60 Jahre alt. Das mittlere Alter betrug 42 Jahre. 48,1 % der Bevölkerung waren männlich und 51,9 % weiblich.
Das durchschnittliche Jahreseinkommen lag bei 44.510 $, dabei lebten 15,3 % der Bevölkerung unter der Armutsgrenze.
Im Jahr 2000 war Englisch die Muttersprache von 88,53 % der Bevölkerung, spanisch sprachen 4,43 % und 7,04 % hatten eine andere Muttersprache.

## Kultur und Sehenswürdigkeiten
Besondere Attraktionen sind der Hafen und der Pier, das „Tropicana Field“, der botanische Park „Sunken Gardens“, der „Tampa Bay Walk of Fame“, der „Baseball Boulevard“ und der „St. Petersburg Times Walk Through History“ sowie die „Bayfront Center Arena“, „Mahaffey Theater“ und das „Coliseum“.
In der Stadt gibt es mehrere Museen, Galerien und Theater. Die wichtigsten sind:
- Dalí Museum (St. Petersburg)
- Museum of Fine Arts (St. Petersburg)
- St. Petersburg Museum of History
- Great Explorations
- Florida International Museum
- Florida Holocaust Museum
- Florida Craftsmen Gallery
- American Stage
- Palladium Community Theater

### Weitere Sehenswürdigkeiten
Folgende Objekte sind im National Register of Historic Places gelistet:
| - Alexander Hotel - Boone House - Casa Coe da Sol - Casa De Muchas Flores - Central High School - Dennis Hotel - Domestic Science and Manual Training School - Downtown St. Petersburg Historic District - First Methodist Church of St. Petersburg - Fort Desoto Batteries - Green-Richman Arcade | - James Henry House - Jungle Prada Site - Kenwood Historic District - S. H. Kress and Company Building - John & Florence McKeage House - North Shore Historic District - Potter House - Roser Park Historic District - Maurice and Thelma Rothman House - Round Lake Historic District - St. Petersburg Lawn Bowling Club | - St. Petersburg Public Library - St. Petersburg Woman’s Club - Sanitary Public Market - Snell Arcade - Studebaker Building - Sunset Hotel - U.S. Post Office - Veillard House - Vinoy Park Hotel - Weedon Island Site - John C. Williams House |

### Parks und Sportmöglichkeiten
Es gibt ein breites Angebot von 125 verschiedenen Stadtparks mit einer Größe von 2500 Acres (10 km²), sowie mehrere sportliche Einrichtungen, sowie Spielwiesen und Möglichkeiten zum Camping. An Sportmöglichkeiten werden Softball, Baseball, Football, Basketball, Soccer und Schwimmen angeboten. Besonders zu erwähnen sind der Boyd Hill Nature Park, der botanische Park Sunken Gardens und der Pinellas Trail, ein circa 70 km Rad- und Wanderweg, der Saint Petersburg mit dem Zentrum und dem Norden des Pinellas County verbindet. Er ist auch gleichzeitig der längste befestigte Rad- und Wanderweg im Osten der USA. Es gibt mehrere Golfplätze, neun öffentliche Schwimmbäder mit olympischen Abmessungen, 80 Tennisplätze mit Flutlicht, drei Hundeparks, zwei Skateboardparks, einen BMX-Fahrradpark und einen Frisbie-Park.

### Sport

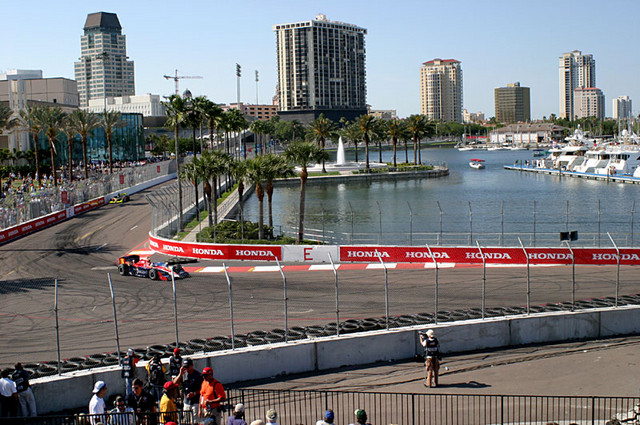
Honda Grand Prix 2006 in Saint Petersburg

Saint Petersburg wird in der American League von den Tampa Bay Rays (Major League Baseball) vertreten. Die Heimspiele werden im Tropicana Field ausgetragen.
In Saint Petersburg wurde 2003 erstmals der Grand Prix von St. Petersburg, ein Automobilrennen, auf dem Stadtkurs Streets of St. Petersburg ausgetragen. Nach einem einmaligen Auftritt der Champ Car World Series tritt seit 2005 die IndyCar Series auf der Strecke an. Von 2007 bis 2009 fand im Rahmen des Grand Prix auch ein Sportwagen-Rennen der American Le Mans Series statt.
Seit 2011 ist St. Petersburg durch die Fußball-Franchise Tampa Bay Rowdies in der North American Soccer League vertreten. Die Heimspiele werden im Al Lang Stadium ausgetragen.
In Saint Petersburg befindet sich der Sitz der Women’s Tennis Association.

## Wirtschaft und Infrastruktur
Die hauptsächlichen Beschäftigungszweige sind: Ausbildung, Gesundheit und Soziales: (21,2 %), Handel / Einzelhandel: (11,9 %), Finanzen, Versicherungen und Immobilien: (10,2 %), Industrieproduktion: (10,1 %). Zukunftstechnologien, Management, Verwaltung: (11,2 %). In der Stadtverwaltung sind 3628 Menschen in Voll- und Teilzeitjobs beschäftigt, einschließlich 539 uniformierte Polizisten und 303 Mitarbeiter der Berufsfeuerwehr.
Die Wiederaufbereitungsanlage für Brauchwasser ist nicht nur die einzige in den USA, sondern gleichzeitig eine der größten der Welt. Dieses innovative System liefert pro Tag mehr als 75 Millionen Kubikmeter wiederaufbereitetes Brauchwasser. Die Sunshine Skyway Bridge ist mit 9 km die längste Kabel-Hängebrücke der westlichen Welt.

### Verkehr
Saint Petersburg ist durch seinen großen Hafen mit der ganzen Welt verbunden. Durch das Stadtgebiet führen die Interstates 175, 275 und 375, die U.S. Highways 19 und 92 sowie die Florida State Roads 595, 600, 679, 682, 686, 687, 688, 693 und 694.
Der Flughafen der Stadt ist der St. Petersburg-Clearwater International Airport unmittelbar nördlich der Stadtgrenze.

### Öffentliche Einrichtungen

#### Kliniken
- All Childrens Hospital
- Bayfront Medical Center
- St. Anthonys Hospital
- Palms of Pasadena

### Bildung

#### Schulen
Das Schulsystem im Pinellas County ist das siebtgrößte in Florida und das 22größte in den USA mit über 148.000 eingeschriebenen Studenten und Schülern in über 140 öffentlichen Schulen, 72 Privatschulen, 5 technischen Hochschulen und Universitäten. Die größten Schulen in Saint Petersburg sind:
| - John M. Sexton Elementary School, ca. 980 Schüler - Sawgrass Lake Elementary School, ca. 960 Schüler - Northwest Elementary School, ca. 800 Schüler - Blanton Elementary School, ca. 780 Schüler - John Hopkins Middle School, ca. 1500 Schüler - Bay Point Middle School, ca. 1400 Schüler - Riviera Middle School, ca. 1200 Schüler | - Meadowlawn Middle School, ca. 1200 Schüler - Tyrone Middle School, ca. 1100 Schüler - Saint Petersburg High School, ca. 2300 Schüler - Gibbs High School, ca. 2050 Schüler - Dixie M. Hollins High School, ca. 1780 Schüler - Lakewood High School, ca. 1650 Schüler |

#### Weiterführende Bildungsmöglichkeiten
- St Petersburg College
- Eckerd College
- University of South Florida St. Petersburg
- Pinellas Technical Education Center
- Stetson University College of Law

#### Bibliotheken
Saint Petersburg hat sechs öffentliche Bibliotheken, die „Main Library“, die „Azalea Branch Library“, die „James Weldon Johnson Branch Library“, die „Mirror Lake Library“, die „North Branch Library“ und die „South Branch Library“, insgesamt mehr als 423.000 Bücher.

## Kriminalität
Die Kriminalitätsrate lag im Jahr 2010 mit 594 Punkten (US-Durchschnitt: 266 Punkte) im hohen Bereich. Es gab 13 Morde, 105 Vergewaltigungen, 752 Raubüberfälle, 1888 Körperverletzungen, 3564 Einbrüche, 9015 Diebstähle, 1236 Autodiebstähle und 90 Brandstiftungen.

## Partnerstädte
Städtepartnerschaften pflegt Saint Petersburg mit
- Takamatsu, Japan seit 1961
- Sankt Petersburg, Russland, seit 2011
- Isla Mujeres, Mexiko, seit 2016

 Freundschaftliche Beziehungen bestehen seit 2011 zu Figueres in Spanien.

## Persönlichkeiten

### Söhne und Töchter der Stadt
- Mindi Abair (* 1969), Jazzmusikerin
- Lorna Bracewell (* 1984), Singer-Songwriterin und Gitarristin
- Johnny Brown (1937–2022), Schauspieler, Komiker und Sänger
- Kevin Burgess (* 1988), Gospel-Rapper
- Lin Carter (1930–1988), Schriftsteller
- Danielle Collins (* 1993), Tennisspielerin
- Buster Cooper (1929–2016), Jazzmusiker
- Tee Corinne (1943–2006), Schriftstellerin und Fotografin
- Dante Fowler (* 1994), American-Football-Spieler
- Michael France (1962–2013), Drehbuchautor und örtlicher Kinobesitzer
- Kala Funderburk (* 1992), Sprinterin
- Shaquem Griffin (* 1995), American-Football-Spieler
- Shaquill Griffin (* 1995), American-Football-Spieler
- Nicole Haislett (* 1972), Schwimmerin, Weltmeisterin und Olympiasiegerin
- Rayshawn Jenkins (* 1994), American-Football-Spieler
- Sierra Kay Kusterbeck (* 1990), Musikerin und Model
- Jeff Lacy (* 1977), Profiboxer
- Terrence McNally (1938–2020), Dramatiker
- Jeff Miller (* 1959), Immobilienmakler und Politiker; Kongressabgeordneter seit 2001
- Betsy Nagelsen (* 1956), Tennisspielerin
- Eric Nunez (* 1982), Tennisspieler
- Dawn Olivieri (* 1981), Schauspielerin
- Amani Oruwariye (* 1996), American-Football-Spieler
- Monica Raymund (* 1986), Schauspielerin
- Andrea Rodrigues (* 1990), portugiesische Fußballspielerin
- Mike Rotunda (* 1958), Profiwrestler
- Emily Silver (* 1985), Schwimmerin
- Marreese Speights (* 1987), Basketballspieler
- Idrees Sulieman (1923–2002), Jazzmusiker
- Arthur Winfree (1942–2002), theoretischer Biologe

### Weitere Personen mit Verbindung zur Stadt
- Jimmy Donal „Jimbo“ Wales (* 1966), Gründer der Wikipedia, lebte hier bis 2012.